# Terhes Sámuel
Terhes Sámuel (Sály (Borsod megye), 1783. november 25. – Rimaszombat, 1863. január 7.) református esperes-lelkész, író, költő.

## Élete
Édesapja Terhes István sályi lelkész, édesanyja Rácz Zsuzsanna volt. 1783. december 2-án keresztelték Sályon. Tanulmányait a szülői háznál kezdte, később a miskolci középiskolában folytatta. Tanult a sárospataki iskolában, hol cantus praeses is volt. 1809. április 24-én szentelték pappá. Az 1809. évi szabolcsi nemesi felkelésnél lovas tábori pap volt. 1810-ben nagyfalusi, 1821-ben pelsőci pap lett, ahonnét hat év múlva Kassára került. Kassán 1831. október 24-én feleségül vette Sándi Johannát, akivel 31 évig élt házasságban. Kassáról 1836-ban Rimaszombatra hívták meg; a gömöri református egyházmegyében 13 évig volt esperes. 1859-ben nyugalomba vonult. Ugyancsak 1859-ben, április 28-án a város megünnepelte 50 éves lelkészi jubileumát.
Irodalmi munkásságát Kassán kezdte meg mint a Felsőmagyarországi Minerva munkatársa (1825-1828); azonban cikkeinek legnagyobb része az Athenaeumban jelent meg; cikke a Protestáns Egyházi és Iskolai Lapban (1847. 29. szám. Püspök nevezet, hivatal, püspöki egyházszerkezet). Mikor Ungvárnémeti Tóth László görög epigrammáiban költői képzettségét kétségbe vonta, héber epigrammákkal válaszolt. Mint dalköltő a jobbak közé tartozott, jóllehet neve nem lett országos hírű. Az 1850-es években sokat énekelték a „Nem úgy van már, mint volt régen” és a „Megvirrad még valaha” kezdetű hazafias népdalait. Ő volt első fordítója az Alkoránnak. Utolsó cikke a Rozsnyói Hiradóban jelent meg (1886. 46. sz. Lelkipásztor társaimhoz c., önéletrajzi adatokkal).

## Munkái
- Örömdall, mellyet Mélt. Nagy-Lónyai, Vásáros-Naményi és Barátszeri Lónyay Gábor urnak Zemplén vármegye első alispányának, midőn a barátszeri uradalmába 1808. eszt. bévezettetett, tiszteletére a s.-pataki éneklőkar éneklett. S.-Patak.
- Ziza, vagy az én tűzem. Ötven eredeti magyar dallokban. A szerző az ifjú Érzéki. Hely n., 1811.
- Magyar Árpádiás, vagy is első vitéz magyar vezéreink életeknek s viselt dolgaiknak leírása, kis alexandrin cadencziás versekben. Sáros-Patak, 1818.
- Tükröcske egy Ficzkó-poéta számára. Első darab azon esetre, ha Ficzkó nem szelédül. Hely n. 1816. (Levelek Miskolczról. Névtelenül).
- Újra amalgamázott üveg táblácska. Második darab. Hely n., 1819. (Névtelenül).
- Öröm-innepi predikátzio, melyet midőn Ferdinand korona örökös magyarok királyának megkoronáztatna mondott Kassán 17. okt. 1830. Kassa, 1844. (A három utóbbi munka az Ungvárnémeti Tóth Lászlóval folytatott polémia).

## További irodalom
- Magyar életrajzi lexikon I–IV. Főszerk. Kenyeres Ágnes. Budapest: Akadémiai.  1967–1994.
- Ponori Thewrewk József: Magyarok születésnapjai. Pozsony, Schmidt Antal Kiadása, 1846.
- Új magyar életrajzi lexikon I–VI. Főszerk. Markó László. Budapest: Magyar Könyvklub; (hely nélkül): Helikon. 2001–2007.  ISBN 963-547-414-8
- Új magyar irodalmi lexikon I–III. Főszerk. Péter László. Budapest: Akadémiai. 1994.  ISBN 963-05-6804-7